# Верные друзья (ансамбль)
«Ве́рные друзья́» — советский вокально-инструментальный ансамбль (ВИА) первой половины 1970-х годов из Москвы. Аккомпанирующая группа Валерия Ободзинского.

## История

### Предыстория — «Москвичи» (1971—1973)
В 1972 году Давид Тухманов написал цикл эстрадных песен и в поисках исполнителей обратил внимание на созданный за год до того ВИА «Москвичи». Тухманов предложил «Москвичам» три песни, которые с успехом стали ими исполняться: «Как прекрасен этот мир», «Налетели дожди» и «День без выстрела».
Год спустя, летом 1973 года, с Валерия Ободзинского был снят годичный запрет на выступления в РСФСР, и он, решив не возвращаться из украинского Донецка в Оркестр Олега Лундстрема, который уже слабо соответствовал его всесоюзной славе, искал для себя новый аккомпанирующий коллектив. Директор Ободзинского Ефим Зуперман, отсмотрев в июне 1973 года все выступавшие ансамбли на Всесоюзном фестивале, посвящённом 50-летию образования СССР и X Всемирному фестивалю молодёжи и студентов, остановил свой выбор на «Москвичах» и сделал им соответствующее предложение с обязательным условием изменения названия коллектива.
Это предложение раскололо ансамбль, и бо́льшая часть музыкантов перешла к Ободзинскому.

### «Верные друзья» (1973—1991)

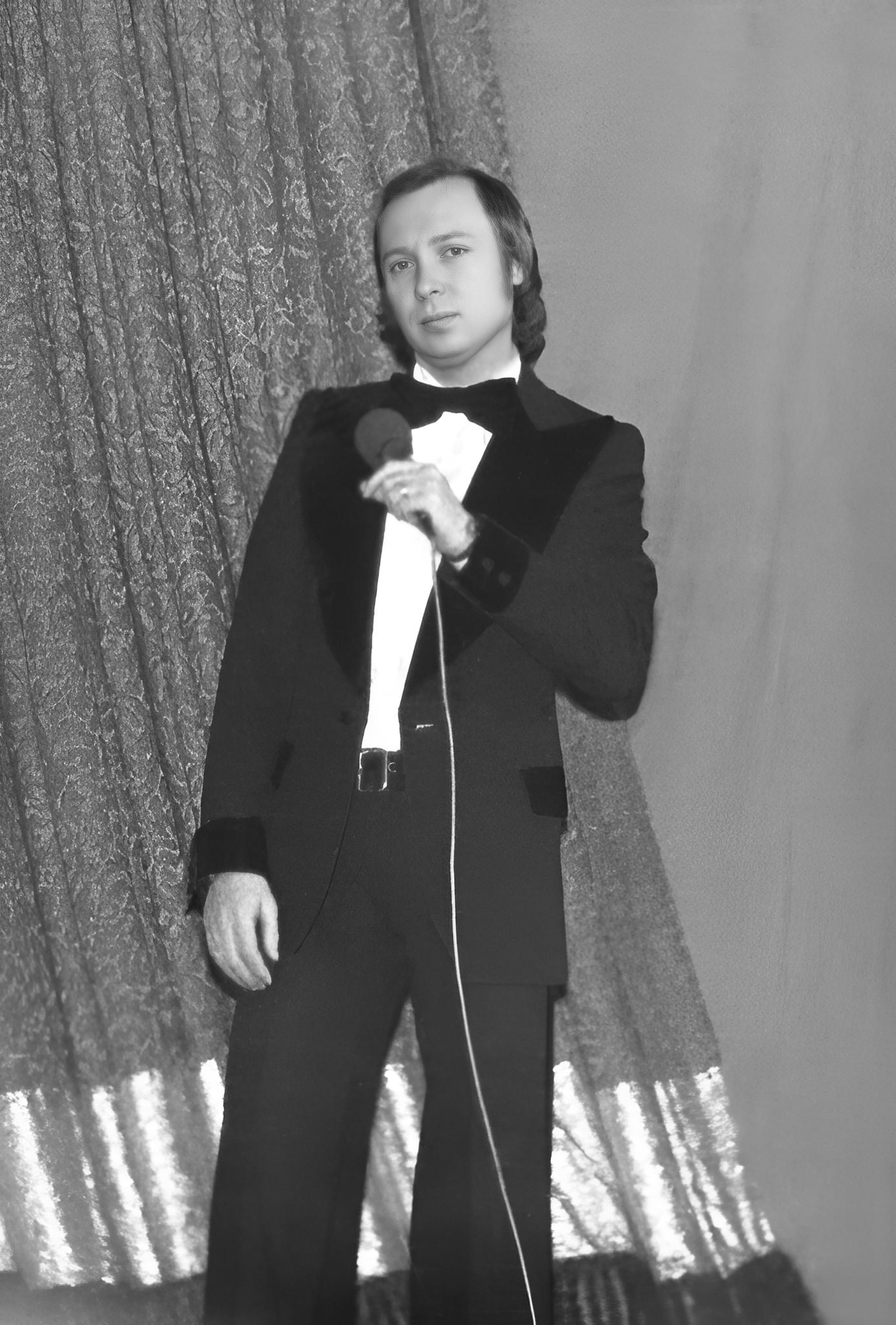
Валерий Ободзинский. 1976

Новое название коллектива — «Верные друзья» — предложил тромбонист и скрипач Игорь Осколков по одноимённому фильму, в котором прозвучала песня «Верные друзья» (или «Песня о дружбе») Тихона Хренникова и Михаила Матусовского. С этой песни ансамбль теперь начинал все свои концертные выступления.
Во главе коллектива Ободзинский поставил пианиста и аранжировщика Юрия Щеглова, с которым работал в оркестре Лундстрема. Оттуда же Ободзинский пригласил гитариста Бориса Пивоварова, которого сам Лундстрем с подачи своих музыкантов «подобрал» во время гастролей по Западной Украине на местных танцах и который считался в то время одним из лучших гитаристов в СССР. В начале своей работы в «Верных друзьях» Пивоваров купил себе за очень большую по тому времени сумму в 3500 рублей электрогитару Gibson Les Paul Custom. Другой участник «Верных друзей», саксофонист Ефим Дымов, после ранней смерти Пивоварова характеризовал его как человека «простого и приятного», но «слабого на выпивку и травку».
В дополнение к новым музыкантам Дымов пригласил из Риги, из латвийского вокально-инструментального ансамбля «Эолика» барабанщика Владимира Плоткина и бас-гитариста Юрия Гринёва.
В 1974 году был записан самый успешный за всю историю «Верных друзей» миньон, для которого Валерий Дурандин исполнил ставшую визитной карточкой ансамбля песню «Девятый класс» (более известную у публики по строчке из песни как «Весна по имени Светлана»), музыка Бориса Монастырского на слова Юрия Рыбчинского.
В том же 1974 году «Верных друзей» пригласили сначала записать вместе с ансамблем «Мелодия» Георгия Гараняна инструментальную музыку к фильму «Большое космическое путешествие», а затем автор музыки к фильму Алексей Рыбников предложил ансамблю исполнить несколько вокальных партий: Игорь Капитанников вместе с исполнительницей главной роли Милой Берлинской спел заглавную песню фильма на слова Игоря Кохановского «Ты мне веришь?», а вокальная группа ансамбля исполнила «Песню гонщиков» и приняла участие ещё в нескольких песнях из фильма.
Ещё более успешно — с «Верными друзьями» как аккомпанирующим составом — развивалась в это время карьера Валерия Ободзинского. Весь 1974 год он много гастролировал. Весной, после длительного перерыва, состоялись первые концерты Ободзинского в Москве. 22 марта 1974 года композитор Никита Богословский опубликовал в газете «Советская культура» вполне благожелательную рецензию на эти концерты под названием «Давайте замечать хорошее», отметив работу певца с Давидом Тухмановым, Александрой Пахмутовой, Леонидом Афанасьевым, Александром Флярковским и особенно выделив песню Э. Колмановского «Алёша» (которую помимо Ободзинского пели многие другие исполнители). При этом Богословский не преминул «пройтись» по главным, прежде всего тухмановским, шлягерам Ободзинского: «В программу было включено небольшое попурри из недавних шлягеров Ободзинского. И нужно сказать, что оно прозвучало на фоне новых работ Валерия Ободзинского довольно бесцветно. Ясно, что „Эти глаза напротив“ отошли в прошлое…».

Валерий Ободзинский и ВИА «Верные друзья» в 1976 году. Слева направо: Игорь Капитанников, Борис Пивоваров, Валерий Ободзинский, Аркадий Фельдбарг, Нина Буренкова, Ефим Дымов, Геннадий Жарков; за спиной Ободзинского — барабанщик Владимир Плоткин

В 1975 году в составе «Верных друзей» произошли существенные изменения: Гринёв вернулся в Ригу и на его место из той же Риги приехал новый бас-гитарист Аркадий Фельдбарг, а в ВИА «Весёлые ребята» ушёл Валерий Дурандин.
1975 год по количеству аншлаговых концертов был, предположительно, пиком популярности Валерия Ободзинского. При этом из-за продолжавшего действовать запрета ему удавалось записываться лишь на миньонах и сборниках разных авторов, а единственный собственный его гигант был записан им в 1970 году. Сами пластинки существенных денег не приносили, но напрямую влияли на увеличение концертных доходов. В этой ситуации Ободзинскому поступило предложение от председателя художественного совета фирмы-монополиста «Мелодия» Никиты Богословского, контролировавшего выпуск всех пластинок кроме гибких, о совместной записи его, Богословского, песен. Условием Богословского были сотрудничество Ободзинского с согласованными авторами и отказ от работы с Давидом Тухмановым и Леонидом Дербенёвым. Ободзинский согласился, записав в сопровождении «Верных друзей» сначала миньон с четырьмя песнями Богословского, затем, в 1976 году, — гигант «Любовь моя — песня», на который, в качестве прощального жеста, попала лишь одна песня Дербенёва («Сколько девчонок на свете» на музыку Александра Зацепина) и одна — Тухманова («Листопад» на слова Владимира Харитонова).
Но на этом новом гиганте Ободзинского не оказалось ни одного шлягера и через полгода после его выхода Ободзинский, понявший свой промах, пришёл к Дербенёву с предложением возобновить сотрудничество. Но ни Дербенёв, ни Тухманов Ободзинского не простили — они не написали для него больше ни одной песни.
Одновременно с разворачиванием этого конфликта Тухманов начал работу над альбомом «По волне моей памяти» (1976) и выбрал в качестве инструменталистов нового проекта ритм-секцию «Верных друзей» — Бориса Пивоварова (гитара), Аркадия Фельдбарга (бас-гитара) и Владимира Плоткина (ударные), оставив себе исполнение на клавишных. По некоторым сведениям, вся ритм-секция альбома «По волне моей памяти» была записана Пивоваровым, Фельдбаргом и Плоткиным за две смены между гастролями ВИА.
К моменту выхода альбома «По волне моей памяти» в сентябре 1976 разрыв между Тухмановым и Ободзинским уже давно произошёл, и Тухманов, не без основания считавший «Верных друзей» группой Ободзинского, убрал с обложки альбома все упоминания о них — при том, что принадлежность всех других музыкантов проекта к каким-либо музыкальным коллективам была не без ошибок, но явно обозначена. В прессе появлялись статьи, касающиеся этого диска, но нигде о принадлежности этих музыкантов не было сказано ни слова.
Ефим Дымов, возглавлявший «Верных друзей» после разрыва ансамбля с Валерием Ободзинским, считал, что если бы Тухманов написал на обложке альбома о принадлежности Пивоварова, Фельдбарга и Плоткина к «Верным друзьям», то популярность ансамбля впоследствии была бы существенно выше. Сами Пивоваров, Фельдбарг и Плоткин своим участием в тухмановском проекте всегда гордились, и с той же самой ритм-секцией Тухманов тогда же записал вышедшее лишь в 1978 году своеобразное продолжение «По волне моей памяти» — миньон «Памяти гитариста. Памяти поэта».
В том же 1976 году ансамбль записал песню «Всё к лучшему» для кинофильма «В моей смерти прошу винить Клаву К.».
В 1977 году на «Мелодии» была записана пластинка (М62-40774) с тремя зарубежными песнями на русские тексты О. Гаджикасимова, которые исполнял В. Ободзинский; некая странность её заключаласть том, что в качестве аккомпанирующего состава был указан Оркестр и хор п/у Е. Пустельника (хотя оркестра такого не существовало, а Е. Пустильник — это настоящая фамилия Е. Дымова (на пластинке она написана с ошибкой)).
В конце 1977 года сотрудничество ВИА с Ободзинским прекратилось (последний концерт, который подвёл итог их совместной работы, состоялся в Омске, по одному отделению совместно с оркестром О. Лундстрема).
С конца 1977 года «Верные друзья» начинают выступать самостоятельно; коллектив возглавил Ефим Дымов (который с этого момента делает все аранжировки для ансамбля).
В группе появились новые солисты — Виктор Ланцов и Виктор Грошев (последний из Госоркестра РСФСР под управлением Л. Утёсова).
Вскоре ансамбль покидает трубач Г. Жарков (он возглавил ВИА «Красные маки»), вместо него пришёл трубач Игорь Ятор, ставший параллельно и новым директором ансамбля. Из симфонического оркестра п/у Вероники Дударовой пришёл скрипач Константин Боголюбов.
Все трое из ритм-секции через какое-то время покинули «Верных друзей» — Пивоваров из-за конфликта с Дымовым в 1978 году (он вернулся во Львов, где играл в ВИА «Смеричка», его заменил ленинградский гитарист Владимир Овчинников), а Фельдбарг и Плоткин позже из-за приказа Министерства культуры РСФСР о запрете приёма на работу в Росконцерт людей, не имевших прописки в РСФСР (оба вернулись в Ригу).
В 1978 году «Верные друзья» приняли участие во II Всесоюзном телевизионном конкурсе «С песней по жизни», где были удостоены почётного диплома за исполнение песни «Карусель» (В. Кретов — А. Поперечный).
В том же году ансамбль выпускает свой второй миньон (Г62-07037-8) с четырьмя песнями, авторство двух из них принадлежало Ю. Саульскому, а две другие участвовали в конкурсе «С песней по жизни».
По заказу редакции спортивного телевидения для цикла телепередач «Зимние виды спорта» ЦТ СССР «Верные друзья» записали песню Н. Седаки, в русскоязычной версии известную как «Синий иней» (русский текст А. Азизова). После записи фонограммы в студии ансамбль в Ленинграде сделал ролик на фоне катающихся буеров в Финском заливе; передача вошла в фонд спортивно-музыкальных телепрограмм.
В 1981 году «Верные друзья» выпускают на Всесоюзной фирме грамзаписи «Мелодия» песни «Я + Ты» и «Школьная любовь» на стихи М. Пляцковского. В ВИА «Ровесники» переходит певец В. Грошев.
В 1984 году выходит очередной миньон ансамбля «Я надеюсь», (по названию песни Е. Дымова на слова Я. Гальперина), где наряду с другими записана и песня В. Сидорова «Дружба», написанная им в 1976 году.
В середине 80-х, на волне снижения интереса к жанру ВИА ансамбли стали менять аббревиатуру «ВИА» на более нейтральную приставку «группа» или более актуальную «рок-группа». Ушёл один из «старожилов» — Г. Мамиконов, он решил начать собственную карьеру, — для чего осенью этого года был создан мужской вокальный ансамбль «Сюрприз», в котором из пяти человек трое были из бывших «друзей»: Г. Мамиконов, В. Грошев и В. Камашев; впоследствии ансамбль был переименован в «Доктор Ватсон».
Осенью 1985 года «Верные друзья» приняли участие в фестивале «Огни магистрали», где дали серию концертов в городах Сибири и Дальнего востока (ансамбль исполнил попурри на тему мелодий Сан-Ремо).
В 1988 году Дымов уехал в Канаду и ансамбль постепенно прекратил своё существование.
Последнее упоминание о «Верных друзьях» встречается в каталоге фирмы «Мелодия» № 1—2 за 1991 год — на пластинке «Конкурс красоты» (С60 30927) была представлена песня «Саксофон» (А. Мажуков — Я. Гальперин) в исполнении Ирины Турган и группы «Верные друзья».

### Возрождение (с 2000 года)
В 2002 году по инициативе солиста и руководителя группы «Доктор Ватсон» Георгия Мамиконова «Верные друзья» возобновили творческую деятельность. В состав ансамбля вошли: Владимир Овчинников (вокал, гитара), Игорь Капитанников (вокал, бас-гитара), Тахир Садеков (вокал, саксофон, клавишные), Мария Овчинникова (вокал, клавишные). Первое выступление возрождённого ансамбля состоялось на вечере памяти певца Валерия Ободзинского. Вместе с Георгием Мамиконовым «Верные друзья» исполнили песню «Где же ты?» из репертуара французского певца Джо Дассена.
В 2003 году «Верные друзья» выпускают CD «Лучшее» с двенадцатью песнями.
В этом же году к ним присоединяются Вячеслав Синегубов (барабаны) и Олег Дрёмин (клавишные), на смену которому приходит Павел Павлов.
После ухода из жизни Павла Павлова в коллектив приходит Алексей Воробьёв.
Вместе с Алексеем Воробьёвым в ансамбль пришли Сергей Щукин (барабанщик), Петр Пузырёв (бас-гитарист) и Игорь Кружалин (саксофонист).

## Дискография
- 1978 — миньон[6]
- 1981 — «Я + Ты» (Песни на стихи Михаила Пляцковского)
- 1983 — «Жди и помни меня»
- 1984 — «Я надеюсь» (в составе: Камашев, Мамиконов, Дымов, Бут, Соколовский, Турган, Овчинников)[7]